# Zjawisko Herschela
Zjawisko Herschela – zjawisko fizyczne występujące w fotografii, polegające na zaniku obrazu utajonego pod działaniem promieniowania długofalowego (czerwonego i podczerwonego).
Zjawisko to odkrył angielski chemik John Herschel w 1839 roku. Polega ono na niszczeniu przez promieniowanie długofalowe (np. światło o barwie pomarańczowej lub czerwonej) obrazu utajonego. Zjawisko to można zauważyć w ciemni fotograficznej oświetlonej światłem czerwonym. W tych warunkach naświetlona, ale nie wywołana odbitka powoli traci efekt osiągnięty naświetlaniem – z tego powodu odbitki należy wywoływać zaraz po naświetleniu.

## Mechanizm działania
Zarodki srebrowe pochłaniają światło, kwanty promieniowania pochłonięte przez zarodki wytrącają elektrony z atomów srebra, które zamieniają się w jony srebrowe. Wyzwolone elektrony zużywają się na wytworzenie nowych zarodków czułości w innych miejscach kryształu. W ten sposób zarodek traci atomy srebra i staje się zbyt mały, aby mógł zapoczątkować działanie wywoływacza. Proces ten nazywamy rozpraszaniem zarodków srebrowych.